# Paolo Sorrentino
Paolo Sorrentino (Nápoles, 31 de maio de 1970) é um cineasta e roteirista italiano.
Obteve reconhecimento internacional em 2004 por Le conseguenze dell'amore, que venceu diversos prêmios e concorreu a Palma de Ouro de Cannes.
Realizou Il Divo em 2008, pelo qual venceu o Prêmio do Júri do Festival de Cannes, e This Must Be the Place em 2011, este último falado em inglês.
Seu filme La grande bellezza obteve diversos prêmios, entre os quais o Oscar de melhor filme estrangeiro de 2014, o Globo de Ouro de 2014 e o BAFTA de melhor filme em língua estrangeira. Em 2021 venceu o Grande Prêmio do Júri do Festival de Veneza pelo filme È stata la mano di Dio.